# Midland Dow A.C.'s 1947-1948
La stagione 1947-48 dei Midland Dow A.C.'s fu l'unica nella NBL per la franchigia.
Cominciarono la stagione a Flint, come Flint Dow A.C.'s, per spostarsi a campionato in corso a Midland.
Arrivarono sesti nella Eastern Division con un record di 8-52, non qualificandosi per i play-off.

## Roster
| N° | Naz.                   | Ruolo | Sportivo        | Anno | Alt. | Peso |
| -- | ---------------------- | ----- | --------------- | ---- | ---- | ---- |
|    | Stati Uniti (bandiera) | GA    | Bob Calihan     | 1918 | 191  | 91   |
|    | Stati Uniti (bandiera) | GA    | Stan Patrick    | 1922 | 188  | 84   |
|    | Stati Uniti (bandiera) | A     | Ray Patterson   | 1922 | 188  | 88   |
|    | Stati Uniti (bandiera) | C     | Milt Schoon     | 1922 | 201  | 104  |
|    | Stati Uniti (bandiera) | GA    | Matt Zunic      | 1919 | 191  | 88   |
|    | Stati Uniti (bandiera) | AC    | Jim Gibbs       | 1913 | 196  | 88   |
|    | Stati Uniti (bandiera) | G     | Danny Wagner    | 1922 | 183  | 77   |
|    | Stati Uniti (bandiera) | GA    | Milt Ticco      | 1922 | 191  | 93   |
|    | Stati Uniti (bandiera) | G     | Keith Carey     | 1920 | 191  | 86   |
|    | Stati Uniti (bandiera) | GA    | John Janisch    | 1920 | 191  | 91   |
|    | Stati Uniti (bandiera) | AC    | Danny Smick     | 1915 | 196  | 98   |
|    | Stati Uniti (bandiera) | GA    | Charlie Joachim | 1920 | 188  | 84   |
|    | Stati Uniti (bandiera) | G     | Fred Rehm       | 1921 | 191  | 88   |
|    | Stati Uniti (bandiera) | C     | Bill Sattler    | 1916 | 203  | 89   |
|    | Stati Uniti (bandiera) | G     | Hal Gensichen   | 1921 | 180  | 77   |
|    | Stati Uniti (bandiera) | AC    | Wally Borrevik  | 1921 | 201  | 93   |
|    | Stati Uniti (bandiera) | GA    | Hal Korovin     | 1925 | 196  | 93   |
|    | Stati Uniti (bandiera) | G     | Frank Carswell  | 1919 | 183  | 84   |
|    | Stati Uniti (bandiera) | G     | Paul Herman     | 1921 | 185  | 79   |
|    | Stati Uniti (bandiera) | GA    | Dick Furey      | 1925 | 191  | 88   |
|    | Stati Uniti (bandiera) | G     | John Gibbs      | 1915 | 198  | 86   |

## Staff tecnico
- Allenatori: Jimmy Walsh (0-2), Matt Zunic (8-50)